# Santiago Cuautlalpan (Tepotzotlán)
Es una localidad ubicada a unos cuantos kilómetros del centro de Tepotzotlán. Este pueblo es conocido en el Municipio por su fiesta anual dedicada en honor al Señor Santiago, una semana antes se lleva a cabo la tradicional cabalgata que comienza desde el centro del pueblo de Santiago Cuautalpan, La Concepción y rodea el Barrio de la Luz hasta llegar a la parroquia del Apóstol Santiago, la vestimenta de este es realizada por una persona de la comunidad poniendo especial énfasis en la capa y esta es cambiada cada año.

### Tradicional cabalgata y Fiesta Patronal de Santiago Cuautlalpan
La cabalgata es parte las festividades que se realizan en honor a Santiago Apóstol y con ella comienza la fiesta en el pueblo un domingo antes del 25 de julio, en estos días hay feria con juegos mecánicos, bailes y los llamados jaripeos. El recorrido a pie y a caballo dura aproximadamente 8 horas, dado que se recorre gran parte de pueblo y también se camina a los barrios aledaños pertenecientes a santiago cuautlalpan como La Concepción y el Barrio de la Luz. Esta tradición la inició el párroco Nicolás L. León, muy conocido en el pueblo de Santiago y muy querido por la comunidad. La tradición lleva alrededor de 35 años y en ella participa mucha gente del pueblo y alrededor de cuatro mil jinetes.